# Берчналл, Иан
Иан Берчналл (англ. Ian Burchnall; 11 февраля 1983 года, Лидс) — английский футбольный тренер.

## Карьера
Берчналл никогда профессионально не играл в футбол. В 22 года он начал свою тренерскую деятельность после окончания Лидского университета. Некоторое время специалист работал в футбольных академиях «Лидса» и «Брэдфорд Сити».
В 2012 году специалист переехал в Скандинавию и вошел в тренерский штаб Брайана Дина в норвежском клубе «Сарпсборг 08». Затем англичанин работал в системе «Викинга». В 2017 году он самостоятельно возглавил команду, но успехов с ней он не снискал. По итогам сезона «Викинг» занял последнее место в Элитсерии и Бёрчнолл был вынужден покинуть свой пост.
В 2018 году он сменил соотечественника Грэма Поттера у руля шведского «Эстерсунда».
25 марта 2021 года назначен главным тренером клуба «Ноттс Каунти».
27 мая 2022 года был назначен главным тренером клуба «Форест Грин Роверс».